# Acacia purpureopetala
Acacia purpureopetala é uma espécie de leguminosa do gênero Acacia, pertencente à família Fabaceae.